# Forza d'urto
Forza d'urto (Stone Cold) è un film d'azione del 1991 diretto da Craig R. Baxley. È il film che ha portato al debutto cinematografico la star del football americano degli anni ottanta Brian Bosworth.

## Trama
Joe Huff è un poliziotto dell'Alabama momentaneamente sospeso dal servizio per l'eccessivo uso della forza nei confronti dei criminali. Un giorno, dopo aver sventato una rapina in un supermercato, viene convocato dall'agente Cunningham in un isolato parcheggio sotterraneo. Qui Cunningham costringe il poliziotto a partecipare in incognito ad un'operazione di polizia, minacciandolo di trasformare le sue tre settimane di sospensione in sei mesi senza retribuzione. Cunningham vuole che Joe vada in Mississippi sotto copertura per infiltrarsi in una banda di motociclisti legata agli omicidi di alcuni funzionari del governo e sospettata di spaccio di stupefacenti alla mafia. Questa banda chiamata "La Fratellanza" (The Brotherhood) è guidata da un violento psicopatico di nome Chains Cooper.
Joe accetta a malincuore e va sotto copertura con il nome John Stone, ma il suo lavoro non è facile. Il suo contatto all'FBI Lance è un misofobo che non è molto in sintonia con i bikers e i membri della Fratellanza, soprattutto Chains, hanno qualche dubbio su John Stone, che sembra apparso dal nulla per avere un ruolo nei loro traffici.
Joe viene costretto ad uccidere un uomo come sua iniziazione e chiede quindi aiuto all'FBI in modo da falsificare attentamente l'omicidio. Riesce così ad entrare nella banda, ma Ice Hensley, il braccio destro di Chains continua a non fidarsi di lui. Durante l'operazione Joe scopre che il fine ultimo della Fratellanza è di eliminare Brent Whipperton, un procuratore distrettuale in corsa per diventare Governatore del Mississippi, che ha promesso di reprimere la criminalità all'interno dello stato. La Fratellanza vuole utilizzare uno stock di armi militari rubate per prendere d'assalto la Corte Suprema, dove un loro membro è sotto processo per omicidio, e assassinare sia Whipperton che il giudice che presiede il caso.
Ad un certo punto però Nancy, la fidanzata di Chains, scopre accidentalmente la vera identità di Huff e lui le spiega che se collaborerà con l'FBI le verrà concessa l'immunità. Anche se inizialmente riluttante, Nancy alla fine accetta, ma l'operazione non riesce perché l'uomo che Joe avrebbe dovuto uccidere per entrare nella Fratellanza ritorna improvvisamente. Per vendicarsi Chains spara e uccide Nancy, ma non vuole uccidere Huff così facilmente, e decide quindi di legargli una bomba al petto e di gettarlo giù da un elicottero in rotta verso il tribunale.
Joe riesce a liberarsi e a prendere il controllo dell'elicottero e vola fino al palazzo di giustizia, dove nel mentre è scoppiato uno scontro tra la Fratellanza e la polizia locale. Dopo essere riuscito a superare le file della banda, si ritrova infine faccia a faccia con Chains. Riesce facilmente ad avere la meglio sul malvivente e lo lascia in custodia alla polizia, ma improvvisamente Chains riesce a liberarsi e a rubare una pistola con l'intento di sparare a Joe. Si sente un colpo di pistola e Chains cade a terra dopo essere stato colpito da Lance. Huff esce così vittorioso dal tribunale.